# Charles Edouard Boutibonne
Charles Edouard Boutibonne, es un pintor francés nacido el 8 de julio de 1816 en Pest, Hungría y fallecido el 7 de febrero de 1897 en Wilderswil, Suiza.
Nacido en Hungría de padres franceses, estudió en Viena con Friedrich Amerling, y a continuación, en París, con Franz Xaver Winterhalter y Eugène Devéria. Es un pintor de escenas de historia, género y retratos, que expuso en 1856 y 1857 en la Royal Academy de Londres.

## Obra
- 1847, A Young Woman from Smyrna,
- 1848, Marie-Amélie de Bourbon,

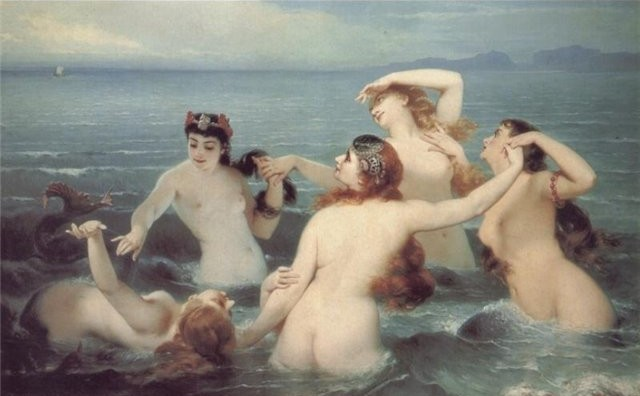
Sirenas, 1882.

- 1856, Eugénie, Empress of the French (1826-1920),
- 1856, Napoleon III, Emperor of the French (1808-73)
- 1862, Une réception chaleureuse,
- 1869, The Game of Billiards,
- 1882, Sirènes,
- Grecian Yougn,
- Le Prince impérial enfant,

## Fuente
- Esta obra contiene una traducción  derivada de «Charles Edouard Boutibonne» de Wikipedia en francés, publicada por sus editores bajo la Licencia de documentación libre de GNU y la Licencia Creative Commons Atribución-CompartirIgual 4.0 Internacional.

- Datos: Q2959000
- Multimedia: Charles Edouard Boutibonne / Q2959000